# Bernard Freyberg
Bernard Cyril Freyberg, 1:e baron Freyberg, född 21 mars 1889 i Richmond, London, död 4 juli 1963 i Windsor, Berkshire, var en nyzeeländsk militär verksam i brittiska imperiets armé under andra världskriget.
Freyberg var Nya Zeelands generalguvernör mellan 1946 och 1952.

## Biografi
Bernard Freyberg föddes i England men flyttade till Nya Zeeland vid två års ålder. 1914 lämnade han Nya Zeeland för San Francisco och senare Mexiko. När han fick höra om utbrottet av första världskriget i augusti 1914 reste han till Storbritannien och tog värvning. Han blev löjtnant i marininfanteridivisionen och deltog i aktionen mot Antwerpen. Sedan deltog Freyberg i slaget vid Gallipoli, visade stort mod och tilldelades Distinguished Service Order (DSO). 1916 deltog han i slaget vid Somme och fick Victoriakorset. Därefter sårades han. 1917 återvände han i tjänst och avancerade snart till brigadchef. En svår granatskada i september höll Freyberg borta från fronten till januari 1918. Genom att erövra en bro i krigets sista minut fick han sin andra DSO.
Efter kriget fortsatte Freyberg inom den brittiska armén. 1934 blev han generalmajor men ett hjärtfel tvingade honom att ta avsked i oktober 1937. När andra världskriget bröt ut lyckades han få sin medicinska klassning ändrad så att han skulle kunna delta i aktiv tjänst igen. Freyberg erbjöd sina tjänster till Nya Zeeland och fick befälet över den andra nyzeeländska expeditionskåren som började skeppas till Egypten i januari 1940. Nya Zeelands politiker mindes hur deras soldaters liv slösats bort i meningslösa brittiska offensiver under första världskriget så Freyberg fick order att vända sig direkt till regeringen om han ansåg att britterna tänkte använda de nyzeeländska förbanden felaktigt.
Freyberg ledde sitt förband i det misslyckade brittiska fälttåget i Grekland 1941 vilket slutade med evakuering till Kreta. När Tyskland anföll Kreta fick Freyberg befälet över de allierade trupperna där men lyckades inte stoppa tyskarna. Något han kritiserades för efteråt. Detta påverkade dock inte hans karriär utan han ledde den 2. nyzeeländska divisionen i slaget vid El Alamein och i den fortsatta framryckningen i Nordafrika.